# 小見洋太
小見 洋太（こみ ようた、2002年8月11日 - ）は、埼玉県さいたま市北区出身のプロサッカー選手。Jリーグ・柏レイソル所属。ポジションはフォワード（FW）。

## 来歴
埼玉県出身で、同県のサッカー強豪校である昌平高等学校へ進学。なお、中学時は系列チームであるFC LAVIDAでプレーし、同クラブ出身選手では初のプロサッカー選手となった。在籍時は高校サッカー選手権等に出場し、日本高校サッカー選抜やU-18日本代表に選出された。U-18日本代表では後に新潟に同期入団する三戸舜介とともにプレーしている。
2021年にJ2に所属するアルビレックス新潟へ加入。6月9日、天皇杯2回戦のツエーゲン金沢戦で先発出場しプロデビュー。10月31日、J2第36節のファジアーノ岡山FC戦で途中出場し、Jリーグデビューを飾った。
2022年5月21日、第17節の横浜FC戦でプロ入り初ゴールを決めた。9月19日、第36節のヴァンフォーレ甲府戦でプロA契約の900分をクリアした。
2023年9月2日、第26節の浦和レッズ戦でJ1初ゴールを決めた。
2024年11月2日、Jリーグカップ決勝の名古屋グランパス戦に途中出場。後半アディショナルタイムにPKを獲得し、自らゴールを決めた。その後、延長後半には長倉幹樹のスルーパスからこの日2点目となる同点ゴールを決めた。
2025年6月、柏レイソルに完全移籍で加入した。

## 所属クラブ
- FCリアン（さいたま市立宮原小学校）
- 2015年 - 2017年 FC LAVIDA（さいたま市立宮原中学校）
- 2018年 - 2020年 昌平高等学校
- 2021年 - 2025年6月 アルビレックス新潟
- 2025年6月 -  柏レイソル

## 個人成績
| 国内大会個人成績 | 国内大会個人成績 | 国内大会個人成績 | 国内大会個人成績 | 国内大会個人成績 | 国内大会個人成績 | 国内大会個人成績 | 国内大会個人成績 | 国内大会個人成績 | 国内大会個人成績 | 国内大会個人成績 | 国内大会個人成績 |
| 年度             | クラブ           | 背番号           | リーグ           | リーグ戦         | リーグ戦         | リーグ杯         | リーグ杯         | オープン杯       | オープン杯       | 期間通算         | 期間通算         |
| 年度             | クラブ           | 背番号           | リーグ           | 出場             | 得点             | 出場             | 得点             | 出場             | 得点             | 出場             | 得点             |
| 日本             | 日本             | 日本             | 日本             | リーグ戦         | リーグ戦         | リーグ杯         | リーグ杯         | 天皇杯           | 天皇杯           | 期間通算         | 期間通算         |
| ---------------- | ---------------- | ---------------- | ---------------- | ---------------- | ---------------- | ---------------- | ---------------- | ---------------- | ---------------- | ---------------- | ---------------- |
| 2021             | 新潟             | 23               | J2               | 4                | 0                | -                | -                | 1                | 0                | 5                | 0                |
| 2022             | 新潟             | 23               | J2               | 23               | 4                | -                | -                | 1                | 1                | 24               | 5                |
| 2023             | 新潟             | 16               | J1               | 29               | 1                | 6                | 1                | 4                | 1                | 39               | 3                |
| 2024             | 新潟             | 16               | J1               | 29               | 2                | 7                | 4                | 1                | 1                | 37               | 7                |
| 2025             | 新潟             | 16               | J1               | 16               | 2                | 2                | 1                | -                | -                | 18               | 3                |
| 2025             | 柏               | 15               | J1               |                  |                  |                  |                  |                  |                  |                  |                  |
| 通算             | 日本             | 日本             | J1               | 74               | 5                | 15               | 6                | 5                | 2                | 94               | 13               |
| 通算             | 日本             | 日本             | J2               | 27               | 4                | -                | -                | 2                | 1                | 29               | 5                |
| 総通算           | 総通算           | 総通算           | 総通算           | 101              | 9                | 15               | 6                | 7                | 3                | 123              | 18               |

出場歴
- Jリーグ初出場 - 2021年10月31日 J2第36節 ファジアーノ岡山戦（シティライトスタジアム）
- Jリーグ初得点 - 2022年5月21日 J2第17節 横浜FC戦（デンカビッグスワンスタジアム）

## タイトル

### クラブ
アルビレックス新潟
- J2リーグ（2022年）

## 代表・選抜歴
- U-18日本代表
  - スペイン遠征（2020年）
- 日本高校サッカー選抜
  - NEXT GENERATION MATCH（2020年)

- U-22日本代表
  - 第19回アジア競技大会（2022/杭州）（2023年）